# Hồ Văn Đức
Hồ Văn Đức (sinh năm 1962) là một sĩ quan cao cấp của Quân đội nhân dân Việt Nam, hàm Trung tướng. Ông nguyên là Bí thư Đảng ủy - Chính ủy Bộ Tư lệnh Tác chiến không gian mạng - Bộ Quốc phòng.

## Thân thế
Hồ Văn Đức sinh năm 1962 tại Vĩnh Lâm - Vĩnh Linh - Quảng Trị.

## Binh nghiệp
- Nguyên Phó Chính ủy Sư đoàn phòng không 367.
- Nguyên Chính ủy Sư đoàn 363 Quân chủng Phòng không – Không quân, Quân đội nhân dân Việt Nam.
- 11/2016 - 12/2017: Phó Chính ủy Quân chủng Phòng không – Không quân, Quân đội nhân dân Việt Nam, đồng thời được thăng quân hàm Thiếu tướng.
- 01/2018: Ông được Thủ tướng Chính phủ ký quyết định bổ nhiệm chức vụ Chính ủy Bộ Tư lệnh Tác chiến không gian mạng, Quân đội nhân dân Việt Nam.
- 12/2020: Ông được Chủ tịch nước ký quyết định thăng quân hàm Trung tướng.
- 01/2023: Ông nghỉ chờ hưu theo chế độ.